# Verner Erling Larsen
Verner Erling Larsen, også skrevet Erling Verner Larsen (1955 – marts 2013) var en 196 cm høj københavnsk psykisk syg livstidsdømt morder. Som 19 år gammel, med et stjålet oversavet jagtgevær, den 2. maj 1975 ved 23-tiden begik han drabsforsøg mod den 41-årige DSB-trafikassistent Jens Rasmussen på Peter Bangs Vej Station på Frederiksberg og 20 minutter senere dræbte den 66-årige Emmy Hemme i hendes hjem på Peter Bangs Vej 118.
Erling Verner Larsen idømtes 20. juli 1976 livsvarigt fængsel, som senere ændredes til forvaring på Sikringsanstalten i Nykøbing Sjælland, hvor han diagnosticeredes med skizofreni.
I 1984 overflyttedes han til Sankt Hans Hospital i Roskilde, hvor der var mulighed for 3 timers daglig udgang.
I 1987 begik Erling Verner Larsen knivrøveri mod en tankstation, men blev fanget og sendt tilbage til Sankt Hans, selvom han udtrykte ønske om at komme tilbage til Sikringsanstalten i Nykøbing Sj.
Den 1. september 1988 stak den nu 33-årige Erling Verner Larsen af fra Sankt Hans Hospital under påskud om at ville tage i biografen, men opsøgte i stedet den 80-årige Tayo Vibeke Klint, som havde et værelse til leje i sin villa på Byledet 2 i Vangede. Under fremvisningen af værelset på 1. sal greb han hende om halsen og kvalte hende.
Sent samme aften meldte Verner Erling Larsen sig selv ved indgangsdøren til Københavns Politigård og indrømmede straks, at han havde myrdet igen.
Efter det andet mord dømtes Verner Erling Larsen den 12. juli 1989 til genanbringelse på Sikringsafdelingen i Nykøbing Sjælland, hvor han levede frem til sin død i marts 2013, 57 år gammel.

## Eksterne links
- Emmy Hemme. Peter Bangs Vej 118, 2. maj 1975 - Gerningssteder: Frederiksberg - En kriminalvandring gennem Københavns mord, af Peer Kaae (2014). ISBN 978-87-7159-189-7
- Drabssager 1975 Arkiveret 5. december 2014 hos  Wayback Machine - drabssageridanmark.beboer2650.dk

- Gerningsmand jages: skød hovedet af kvinde og sårede DSB-mand dødeligt Arkiveret 7. december 2014 hos  Wayback Machine - BT 3. maj 1975
- Lystmorder for anden gang - Det kriblede i mig for at slå ihjel igen Arkiveret 7. december 2014 hos  Wayback Machine - BT 3. september 1988
- En af Danmarks farligste mordere er død - BT 16. marts 2013
- Så farlig var Verner: Dræbte kvinde 'fordi det kriblede i fingrene' - BT 16. marts 2013